# Cigudosa
Cigudosa è un comune spagnolo situato nella comunità autonoma di Castiglia e León.